# آروکوما (ویرجینیای غربی)
آروکوما (به انگلیسی: Aracoma) یک منطقهٔ مسکونی در ایالات متحده آمریکا است که در شهرستان لوگان، ویرجینیای غربی واقع شده‌است. آروکوما ۲۰۹٫۱ متر بالاتر از سطح دریا واقع شده‌است.